# إبراهيم الحجاج
إبراهيم الحجاج (11 يناير 1994 -)، ممثل سعودي وستاند آب كوميديان وشريك مؤسس في بيت الكوميديا وعازف موسيقي منذ طفولته أيضا. وُلد في مدينة الدمام ودرس في أحياء الدمام. درس في جامعة الملك فهد للبترول والمعادن وتخرج منها تخصص تسويق. بدأ مسيرته ببرنامج يوتيوبي ومن بعدها التحق بجمعية الثقافة والفنون بالدمام والتحق بدورات تمثيل محلية مع مخرجين مسرحيين محليين. ومن ثم حالفه الحظ واقام مركز الملك عبد العزيز الثقافي العالمي دورات التمثيل والفنون الأدائية بالتعاون مع معهد مسرح الشباب البريطاني National Youth Theatre.
التحق في عام 2015 بدورة التمثيل والفنون الأدائية مع الممثل الأمريكي كيفين سبيسي، بالتعاون مع أكاديمية المسرح بالشرق الأوسط بالشارقة، الإمارات العربية المتحدة. بعد ذلك بدأ مسيرته بالمسرح وأبرز أعماله المسرحية هي مسرحية حبل غسيل الارتجالية التي أقامت أكثر من 100 عرض حول المملكة العربية السعودية. والعديد من المسرحيات السعودية المحلية والعالمية وشارك في مهرجانات. ومن بعدها بدأ مسيرته في الأفلام والسينما وشارك في مهرجانات محلية وعالمية وأيضاً حصد الكثير من الجوائز. ومن بعد ذلك أيضاً بدأ إبراهيم الحجاج مسيرته في التلفزيون وشارك في العديد من المسلسلات التلفزيونية. وفي تلك الفترة أسس إبراهيم الحجاج بالتعاون مع شركة بلاك لايت، وشريكه طلال العنزي بيت الكوميديا وهو أول نادي كوميدي بالمنطقة الشرقية، المملكة العربية السعودية. بيت الكوميديا اقام أكثر من 100 عرض منذ تأسيسه في 2018 وعروضه تقام بشكل دوري. إبراهيم الحجاج عازف متمكن على الجيتار والعود، وأيضاً يعزف على آلة الهارمونيكا.

## الأعمال الفنية

### المسرحيات
- مسرحية محاكمة السيد اكس[4]
- مسرحية حبل غسيل 2016.[5]
- مسرحية أين ستهربون 2014.
- مسرحية خمسة 2014.

### الأفلام
- فيلم 300 كم.[6]
- فيلم وسطي.[6]
- فيلم الخوف صوتيا.[7]
- سطار. 2022.[8]
- الخلاط + (2023).[9]
- إسعاف 2025.

### مسلسلات
- يلا نسوق (2019).

- بدون فلتر 2 (2019).[10]
- العيلة: يقوم بدور (علي) بطل المسلسل (2020).[11]
- اوريم (2021).
- العيلة 2 (2021).[12]
- رشاش بدور قحص (2022).
- صديقات العمر
- العاصوف
- منهو ولدنا (2022).
- ستديو 22 (2022).
- مشراق 2022.[13]
- من هو ولدنا 2 (2023).
- طاش العودة (2023).[14]
- الخطة ب (2024).[15]
- كرمال الولد (2024).[16]
- يوميات رجل عانس (2025).[17]

## المشاركات الإعلامية
شارك في تحكيم (مسابقة الكوميديا) على قناة MBC 1 عام 2022.

## الجوائز والتكريم
حصل على جائزة الممثل المفضل عن فئة المسلسلات من حفل Joy Awards في نسخته الثالثة 2023، وذلك عن دوره في مسلسل «منهو ولدنا».
| السنة | الجائزة                         | الفئة                                | العمل                                         | النتيجة | مصدر          |
| ----- | ------------------------------- | ------------------------------------ | --------------------------------------------- | ------- | ------------- |
| 2022  | جائزة صناع الترفيه (جوي أواردز) | جائزة الوجه الجديد عن فئة المسلسلات  | عن دور قحص في عمل "مسلسل رشاش"                | رُشِّح     | [ 21 ]        |
| 2023  | جائزة صناع الترفيه (جوي أواردز) | جائزة الممثل المفضَّل عن فئة المسلسلات | عن دور ريان الفجيري في عمل "مسلسل منهو ولدنا" | فوز     | [ 19 ] [ 20 ] |